# Kamei Eri
Kamei Eri (亀井絵里; Tokió, 1988. december 23. –) japán énekesnő, a Morning Musume hatodik generációjának tagja.

## Élete

### 2002-2005
2002-ben egyik nyerteseként került ki a Morning Musume 6. generációját kereső meghallgatásról. 2003-ban debütált a csapat tagjaként. 2004-ben önálló részt kapott a Hello! Morning reggeli műsorban, aminek a címe „Eric Kamezou no Maido Ariii!” volt. 2005-ben ez átalakult „Elizabeth Kyamei”-re, és a Hello! Pro News riportereként funkcionált a Hello! Morning részeiben.

### 2010-2013
2010 augusztusában bejelentették, hogy el fogja hagyni a Morning Musume-t. December 15-én sor került búcsúkoncertjére, amin DzsunDzsun és LinLin is távoztak a csapatból. 2012-ben azt nyilatkozta, hogy többé nem fog visszatérni az idolvilágba, hanem éttermet nyit „Kamei-do” néven.

## Diszkográfia
| Cím                                              | Leírás                                      |
| ------------------------------------------------ | ------------------------------------------- |
| Hello Hello! (ハロハロ!)                         | DVD Micsisige Szajumival és Tanaka Reinaval |
| Love Hello! Kamei Eri DVD (ラブハロ!亀井絵里DVD) | Első szóló DVD                              |
| 20 Dreams (20 DREAMS)                            | Második szóló DVD                           |

## Filmográfia

### Filmek
- Hoshisuna no Shima, Watashi no Shima - Island Dreamin' (星砂の島、私の島～Island Dreamin'～)

### Musicalek
- Ribon no Kishi: The Musical (リボンの騎士 ザ ミュージカル, 2006)
- Cinderella (シンデレラtheミュージカル, 2008)